# Diomedea
Diomedea (os grandes albatrozes) são aves marinhas do gênero Diomedea da família dos albatrozes. O gênero Diomedea anteriormente incluía todos os albatrozes, exceto os albatrozes, mas em 1996 o gênero foi dividido, com os mollymawks e os albatrozes do Pacífico Norte sendo ambos elevados a gêneros separados.
Os grandes albatrozes formam dois complexos de espécies, os albatrozes errantes e de Amsterdã, e os albatrozes reais. A divisão dos grandes albatrozes em seis ou sete espécies foi aceita pela maioria, embora não por todas, autoridades.
- Albatroz-errante (Diomedea exulans)
- Albatroz-de-tristão ou albatroz-de-gough (Diomedea dabbenena)
- Albatroz-real-meridional (Diomedea epomophora)
- Albatroz-real-setentrional (Diomedea sanfordi)
- Albatroz-das-antípodas (Diomedea antipodensis)
- Albatroz-de-amsterdam (Diomedea amsterdamensis)

## Descrição
O albatroz-nevado e o albatroz-real do sul são os maiores dos albatrozes e estão entre os maiores pássaros voadores. Eles têm a maior envergadura de asas de qualquer ave, sendo até 3,5 m (11 pés) de ponta a ponta, embora a média seja de pouco mais de 3 m (9,8 pés). Grandes machos adultos dessas duas espécies podem exceder 11 kg (24 lb) de peso, tão pesados quanto um cisne grande.
Os grandes albatrozes são predominantemente brancos na plumagem quando adultos, com as aves se tornando mais brancas à medida que envelhecem. Os dois albatrozes reais de todas as idades e os albatrozes nevados machos maiores e mais velhos são totalmente de corpo branco, enquanto as fêmeas adultas e os animais mais jovens das outras espécies têm marcas de lápis escuro nas bordas de suas penas. Geralmente as espécies ou subespécies menores e os juvenis têm cor marrom mais escura. O recém-descoberto Albatroz-de-amsterdam mantém a plumagem castanho-escura das aves juvenis até à idade adulta.

## Habitat e alcance
Os grandes albatrozes atravessam o Oceano Antártico e nidificam (em sua maior parte) em ilhas oceânicas isoladas. Os albatrozes nevados nidificam em ilhas ao redor do Oceano Antártico, desde o Oceano Atlântico (Geórgia do Sul e Tristão da Cunha), até o Oceano Índico e as ilhas subantárticas da Nova Zelândia. Os albatrozes reais nidificam apenas nas ilhas subantárticas da Nova Zelândia, com uma colônia incomum na Península de Otago, na Nova Zelândia.